# Ставка Гітлера

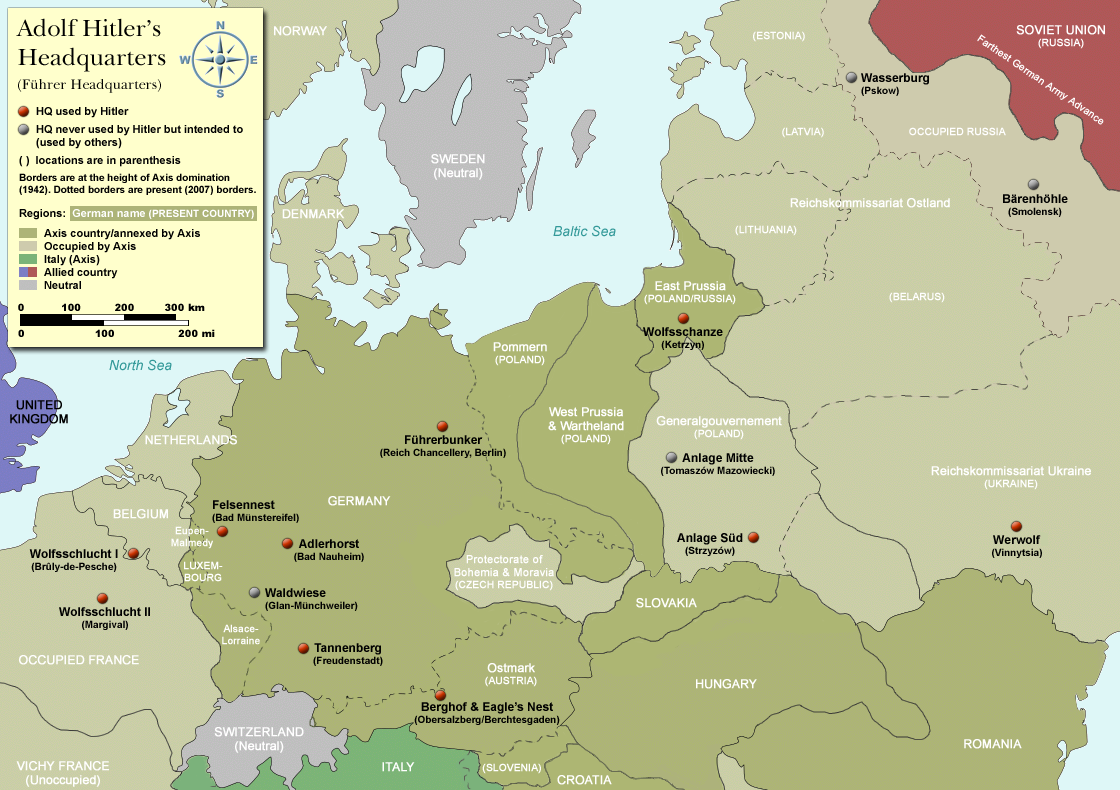
Карта розміщення головних ставок Гітлера протягом Другої світової війни

Ставка Гітлера або ставка фюрера (нім. Führerhauptquartiere, FHQ) — узагальнена назва офіційних штаб-квартир (командних пунктів) лідера нацистської Німеччини та головнокомандувача Вермахту Адольфа Гітлера, високопосадовців з числа німецьких воєначальників та інших посадових осіб по усій Європі під час Другої світової війни.
Ймовірно, найширше відома штаб-квартира Фюрербункер (нім. Führerbunker) у Берліні, Німеччина, де Гітлер наклав на себе руки 30 квітня 1945 року. Інші відомі ставки фюрера знаходилися у Вольфсшанце (нім. Wolfsschanze) (Вовче лігво) у Східній Пруссії, де Клаус фон Штауффенберг в союзі з іншими змовниками намагався вбити Гітлера 20 липня 1944, та приватний будинок Гітлера в Бергхоф, в Оберзальцберзі поблизу Берхтесгадена, де він часто зустрічався з провідними зарубіжними та німецькими чиновниками. Як правило, ставки Гітлера розташовувалися у місцях неподалік фронту, мали відмінну систему автомобільного, залізничного та повітряного сполучення. Місця для ставок Гітлера вибиралися двома незалежними комісіями, одна з них під головуванням Ервіна Роммеля.

## Головні ставки Гітлера
У списку перелічені 14 найвідоміших ставок фюрера з 20 запланованих:
| Назва                                                      | Інші назви                                     | Розташування                            | Початок будівництва | Завершене | Використання як штаб-квартири |
| ---------------------------------------------------------- | ---------------------------------------------- | --------------------------------------- | ------------------- | --------- | --- |
| Адлергорст                                                 | Mühle (OT) Bauvorhaben Z Lager K Bauvorhaben C | Бад-Наугайм, Німеччина                  | 1 вересня 1939      | так       | так — використовувалася А.Гітлером у ході Арденнського наступу 10 грудня 1944 по 15 січня 1945 |
| Анлаге Мітте                                               | Асканія Мітте                                  | Томашув-Мазовецький, Польща             | 1 грудня 1940       | так       | ні |
| Анлаге (Різе)                                              | немає                                          | Валбжих, Польща                         | жовтень 1943        | ні        | ні |
| Анлаге Зюд                                                 | Асканія Зюд                                    | Стрижів, Польща                         | 1 жовтня 1940       | так       | так, Гітлер зустрічався з Б.Муссоліні 27-28 серпня 1941 |
| Бергхоф/«Орлине гніздо»                                    | немає                                          | Оберзальцберг, Берхтесгаден, Німеччина  | ?                   | так       | так |
| Беренхьоле                                                 | немає                                          | Смоленськ, Росія                        | 1 жовтня 1941       | так       | ні — використовувалася як штаб-квартира групи армій «Центр» до 25 вересня 1943 (невдала спроба замаху на Гітлера 13 березня 1943). Єдина ставка, яка збереглася цілою і неушкодженою до наших днів.     |
| Фельзеннест                                                | немає                                          | Родерт, Бад-Мюнстерайфель, Німеччина    | 1940                | так       | так, використовувалася А.Гітлером у ході Французької кампанії 10 травня — 6 червня 1940 — бункер фюрера; вересень 1944 — командний пункт 7-ї армії у складі групи «B»; зима 1944–1945 — групи армій «B» |
| Фюрербункер                                                | немає                                          | Берлін, Німеччина                       | 1943                | так       | так, тут Гітлер скоїв суїцид 30 квітня 1945 |
| Потяг особливого призначення фюрера (нім. Führersonderzug) | (спеціальний потяг) «Америка», «Бранденбург»   | різні (рухомі)                          | 1939?               | так       | так |
| Ольга                                                      | немає                                          | 200 км північніше від Мінська, Білорусь | 1 липня 1943        | ні        | ні |
| S III                                                      | Фолькштурм, Ольга тощо                         | Ордруф, Німеччина                       | осінь 1944 (?)      | ні        | ні |
| Зігфрид                                                    | немає                                          | Пуллах, Німеччина                       | ?                   | ?         | ? |
| Танненберг                                                 | немає                                          | Фройденштадт/Кнібіс, Німеччина          | 1 жовтня 1939       | так       | так (27 червня — 5 липня 1940) |
| W3                                                         | немає                                          | Сен-Риме, Вандом, Франція               | 1 травня 1942       | ні        | ні |
| Вальдвайс                                                  | немає                                          | Глан-Мюнхвайлер, Німеччина              | 1 жовтня 1939       | так       | ні |
| Вассербург                                                 | немає                                          | Псков, Росія                            | 1 листопада 1942    | так       | ні — використовувалася як штаб-квартира групи армій «Північ» |
| Вервольф                                                   | Айшенхайн                                      | Вінниця, Україна                        | 1 листопада 1941    | так       | так — з 16 липня по 1 листопада 1942, з 17 лютого по 13 березня 1943, з 27 серпня по 15 вересня 1943 |
| Вольфсшанце                                                | Askania Nord, «Wolf's Lair»                    | Кентшин (Растенбург), Польща            | 1 грудня 1940       | так       | так, місце невдалого заколоту 20 липня 1944 |
| Вольфшлюхт I                                               | немає                                          | Брюле-де-Пеші поблизу Кувен, Бельгія    | 1 травня 1940       | так       | так |
| Вольфшлюхт II                                              | W2                                             | Марживаль, Франція                      | 1 вересня 1942      | так       | так |
| Цугойна                                                    | Брунхильда                                     | Тьйонвіль, Франція                      | 1 квітня 1944       | ні        | ні |